# Pultenaea vrolandii
Pultenaea vrolandii är en ärtväxtart som beskrevs av Joseph Henry Maiden. Pultenaea vrolandii ingår i släktet Pultenaea och familjen ärtväxter. Inga underarter finns listade i Catalogue of Life.